# 8780 Forte
8780 Forte este un asteroid din centura principală, descoperit pe 13 iunie 1975, de Mario Cesco.